# بيت القلح (المخادر)

تعديل مصدري - تعديل

بيت القلح محلة تابعة لقرية حروة، التابعة لعزلة بضعة بمديرية المخادر إحدى مديريات محافظة إب في الجمهورية اليمنية، بلغ تعداد سكانها 136 حسب تعداد اليمن لعام 2004.